# Jean-Marie Lacrampe
Jean-Marie Lacrampe est un architecte français né à Lourdes (Hautes-Pyrénées) en 1855 et mort à Lourdes en 1917. En tant qu'architecte de la ville de Lourdes, il dressa les plans de plusieurs bâtiments publics qui contribuent aujourd'hui à l'identité de la ville et à l'impression visuelle qu'elle laisse au visiteur. 
Comme architecte du Sanctuaire de Lourdes, il suivit la construction des emblématiques rampes et clochetons de la basilique Notre-Dame-du-Rosaire (cœur du sanctuaire de la cité mariale). En tant que représentant local de l'architecte parisien Hippolyte Durand, il fut chargé de surveiller les travaux de construction de l'édifice religieux. Comme architecte civil, il édifia de nombreuses villas et hôtels à Lourdes, dont ses chefs-d'œuvre le Grand Hotel Moderne et la villa Roques (aujourd'hui l'hôtel de ville) et, dans les Landes, le château de Castandet.
Le nom de Jean-Marie Lacrampe est associé aux transformations de la ville de Lourdes qui accompagnèrent son développement, après les Apparitions, à la fin du XIXe siècle et début du XXe siècle.

## Biographie

### Famille
Jean-Marie Lacrampe est né à Lourdes le 4 mai 1855 ; il est mort dans cette même ville le 5 mars 1917, à l'hôtel de l'Univers, en présence de son ami Eugène Duviau, archiviste de la ville. Fils de Léon Lacrampe, épicier, et de Marie-Anne Seyrès, vendeuse de vaisselle. 
Jean-Marie Lacrampe épousa, le 26 février 1881, Jeanne Pérez (1856-1937). Ils eurent quatre enfants dont un fils, Adrien (1876-1965), est devenu sculpteur : on lui doit la maquette sculptée de la grotte de Massabielle qui servira pour la construction de la réplique dans les jardins du Vatican (1902), de la plupart des chapiteaux de l’église paroissiale du Sacré-Cœur de Lourdes, et d'une statue de Bernadette Soubirous placée dans le hall d'entrée de l'Hôtel de Ville,

### Années d'apprentissage

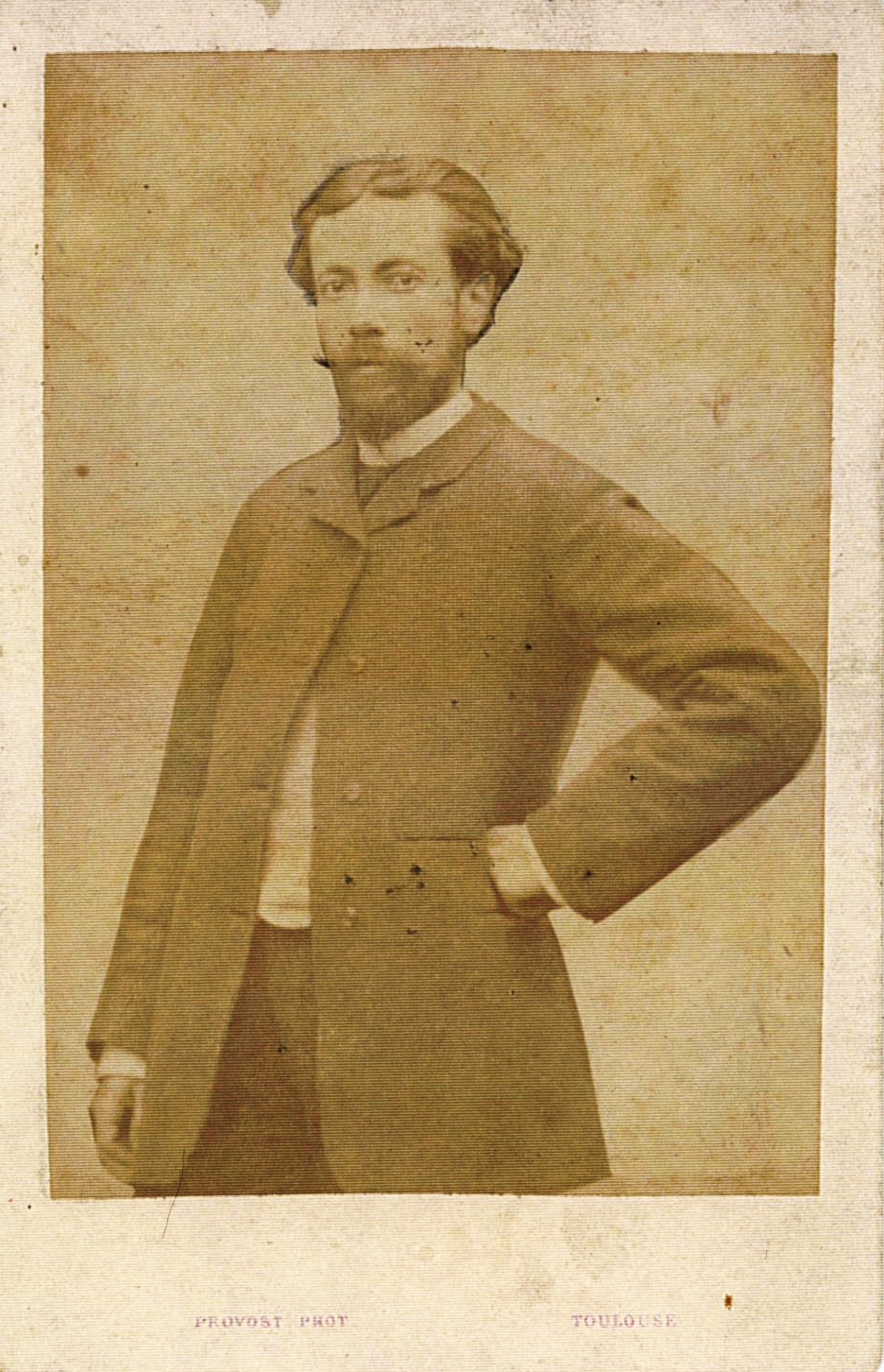
Photographie de Jean-Marie Lacrampe en 1877

Jean-Marie Lacrampe est élève de l’Ecole libre des Frères de Lourdes où, brillant élève, il se distingue, selon le chanoine Courtin, par ses aptitudes au dessin. Vers l’âge de 16 ans, selon Louis Caddau, architecte diocésain, auteur de sa notice nécrologique dans la Revue des Hautes-Pyrénées, il entre en apprentissage auprès de « son premier maître es-arts », l’architecte Louis Soulas, qui deviendra, en 1878, l’architecte municipal d’Argelès-Gazost jusqu’à sa mort, en 1911. Puis le jeune Lacrampe monte à Paris. 
Courtin indique qu’il « suit avec succès les cours des Beaux-arts », ce que ne confirme pas Caddau. Ce dernier, par contre, souligne son apprentissage auprès de la prestigieuse agence de Paul Selmersheim (1840-1916), architecte diocésain et architecte des Monuments historiques de Paris, et de l’agence Lemaire à Neuilly sur Seine. L’apprentissage deviendra pour lui une notion centrale.
A l’âge de 20 ans (1875), il est appelé sous les drapeaux et se trouve affecté au 2e Régiment du Génie de Montpellier. Au cours d’une manœuvre de pont, il est victime d’un accident : il est réformé.
Il rentre à Lourdes et collabore au service de l’architecte Hippolyte Durand (1801-1881), spécialiste de l’architecture médiévale. Durand est l’architecte de la basilique supérieure de la Grotte, la « chapelle » demandée par la Vierge à Bernadette Soubirous le 27 février 1858. Durand est aussi l’architecte de la villa Eugénie à Biarritz et de l’éblouissant château de Monte-Cristo (1847) à Port-Marly, la demeure rêvée de son propriétaire, Alexandre Dumas (1802-1870).

### Carrière
En 1879, âgé de 24 ans, Jean-Marie Lacrampe s’installe à son compte à Lourdes. Sa carrière prolifique durera 38 ans. 
En 1881, à 26 ans, il est nommé architecte de la ville et le restera jusqu’à sa mort en 1917, puis, en 1901, directeur de l'école de dessin où il avait déjà enseigné cette matière de 1881 à 1887. À sa mort, l'architecte Ernest Seyrès, son neveu et héritier spirituel, lui succédera comme architecte municipal.
En 1892, il devient le collaborateur de Léopold Hardy (1829-1894), l’architecte de la basilique du Rosaire qui fut aussi l’architecte en chef de l' Exposition Universelle de Paris, en 1867 et 1878. M. Simian, architecte de l’Œuvre de la Grotte et adjoint de Hardy, décède à son tour en 1894 ; Jean-Marie Lacrampe devient architecte de l’Œuvre de la Grotte et le restera jusqu’à sa mort. Il est le seul exemple de haut responsable travaillant à la fois pour la commune et pour le sanctuaire de Lourdes.
Parallèlement, il exercera les activités d'architecte des maisons religieuses de Lourdes, d'architecte civil et d'architecte décorateur.

## Œuvre

### Architecte municipal
En tant qu' architecte municipal de 1881 jusqu’à sa mort en 1917, il travaillera pour cinq maires tout au long de neuf mandats. Il est l'architecte qui a accompagné la construction du « nouveau Lourdes », c'est-à-dire la transformation urbaine radicale d’une petite ville qui devient une cité internationale de pèlerinage. Il doit diriger des travaux de génie civil (égouts), concevoir des grands bâtiments publics (l'école des garçons, les abattoirs, la halle, le kiosque, l'agrandissement de l’école des filles et de l’hospice, l’hôtel des Postes (1913-1957), en passant par l’urbanisme (des alignements de rues, l'édification de magasins dits Bancs de la Grotte et la gestion de conflits cadastraux).
En tant qu'architecte municipal, il obtint de la municipalité la création de la direction d'une école de dessin destinée à former les tailleurs de pierre (voir plus loin : le formateur).

### Architecte de l’œuvre de la Grotte
À la mort de Léopold Hardy, Lacrampe dirige la décoration intérieure de la  basilique : les mosaïques des treize chapelles et le mobilier intérieur (autels, ambons, etc). En tant qu'architecte de l’Œuvre de la Grotte en 1894, il édifia les rampes et les escaliers d'accès à la Basilique de l'Immaculée-Conception, ainsi que les deux clochetons situés de part et d'autre de la coupole centrale, pour le jubilé du Cinquantenaire des Apparitions (1907-1908). 
L' ensemble avec la flèche de la basilique, crée l'identité visuelle exprimée par le logo des sanctuaires.

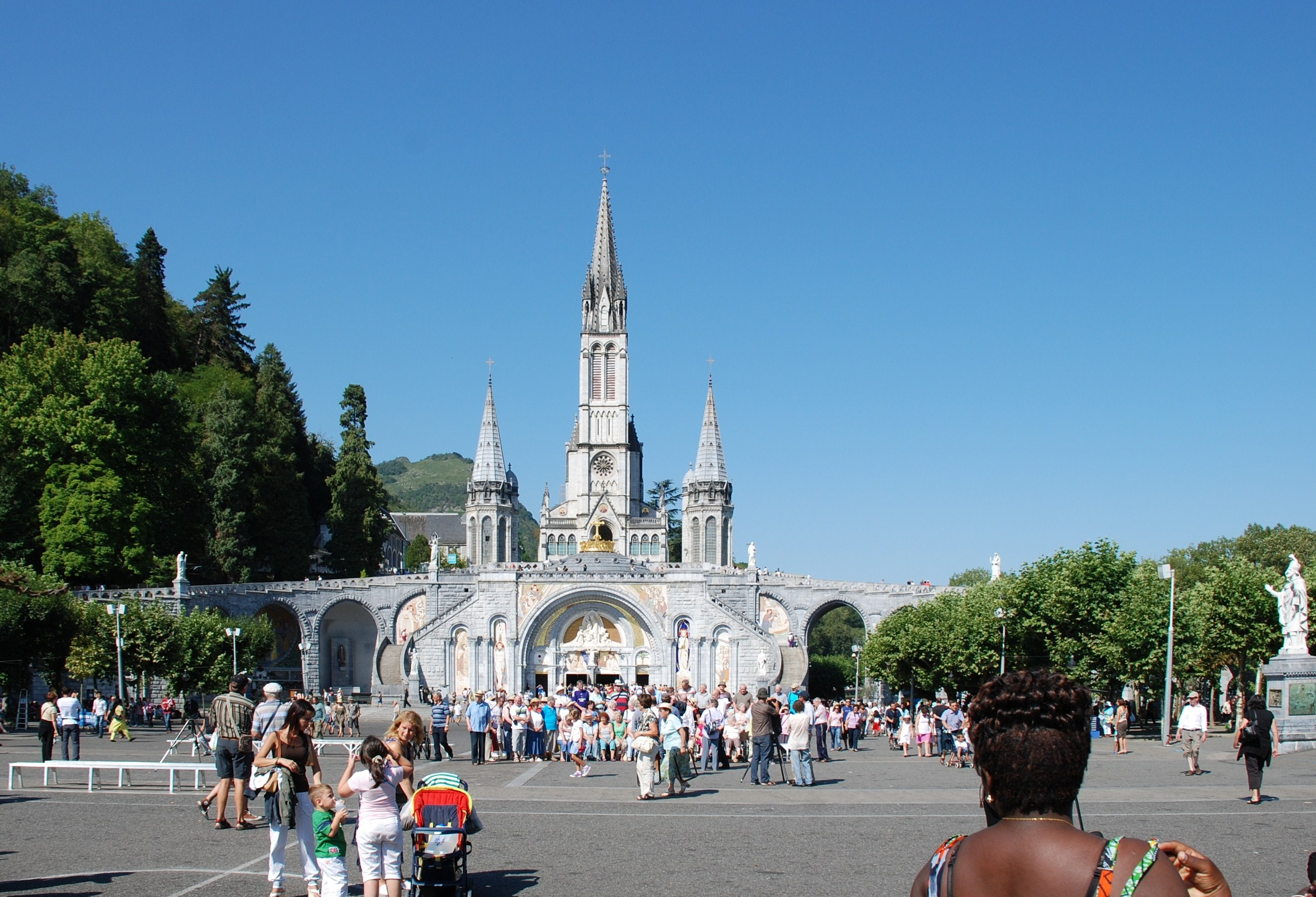
Basiliques Notre-Dame du Rosaire et de l'Immaculée-Conception
Logo des Sanctuaires Notre-Dame de Lourdes

On lui doit aussi l’aménagement de chutes d’eau sur le Gave, de la première centrale électrique et de l’imprimerie (1894-1895), aujourd’hui la librairie, le percement du couloir central de la crypte (1903-1904), la construction du nouvel Abri des pèlerins (1911-1914), de la chapelle de la Réconciliation, du passage souterrain entre la crypte, de la maison des Chapelains, ainsi qu’une nouvelle aile à cette dernière, la Pénitencerie.
Au cours de ces travaux, Jean-Marie Lacrampe, l’homme de la pierre de taille, n’hésite pas à utiliser le béton armé. Il s’était déjà adapté à l’architecture en fer avec les halles.  La revue de François Hennebique , « Le béton armé », créée en 1898 et vouée à répandre les bienfaits de cette technique novatrice, pointe les réalisations de Lacrampe dans le domaine du Sanctuaire, et ce dès 1902.

### Architecte des maisons religieuses de Lourdes
Il fut aussi l'architecte de la Maison des Pères (1892), ainsi que de la plupart des couvents du pays de Lourdes (Auxiliatrices en 1894 ; Assomption), il agrandit celui du Monastère du Carmel, acheva le couvent de l'Immaculée-Conception des Sœurs bleues (route de la Forêt) et l'Hospice Notre-Dame des Douleurs (Saint-Frai). À titre gracieux, pour les Frères de l'instruction chrétienne de Ploërmel, il fit construire l'École libre des garçons Saint-Joseph (1892-1893), rue de Bagnères, « J’en passe, écrit Caddau, car la liste serait interminable ».

C'est en tant qu'architecte municipal qu'il reprend, en 1896, les travaux d'achèvement de l'Église paroissiale du Sacré-Cœur de Lourdes.

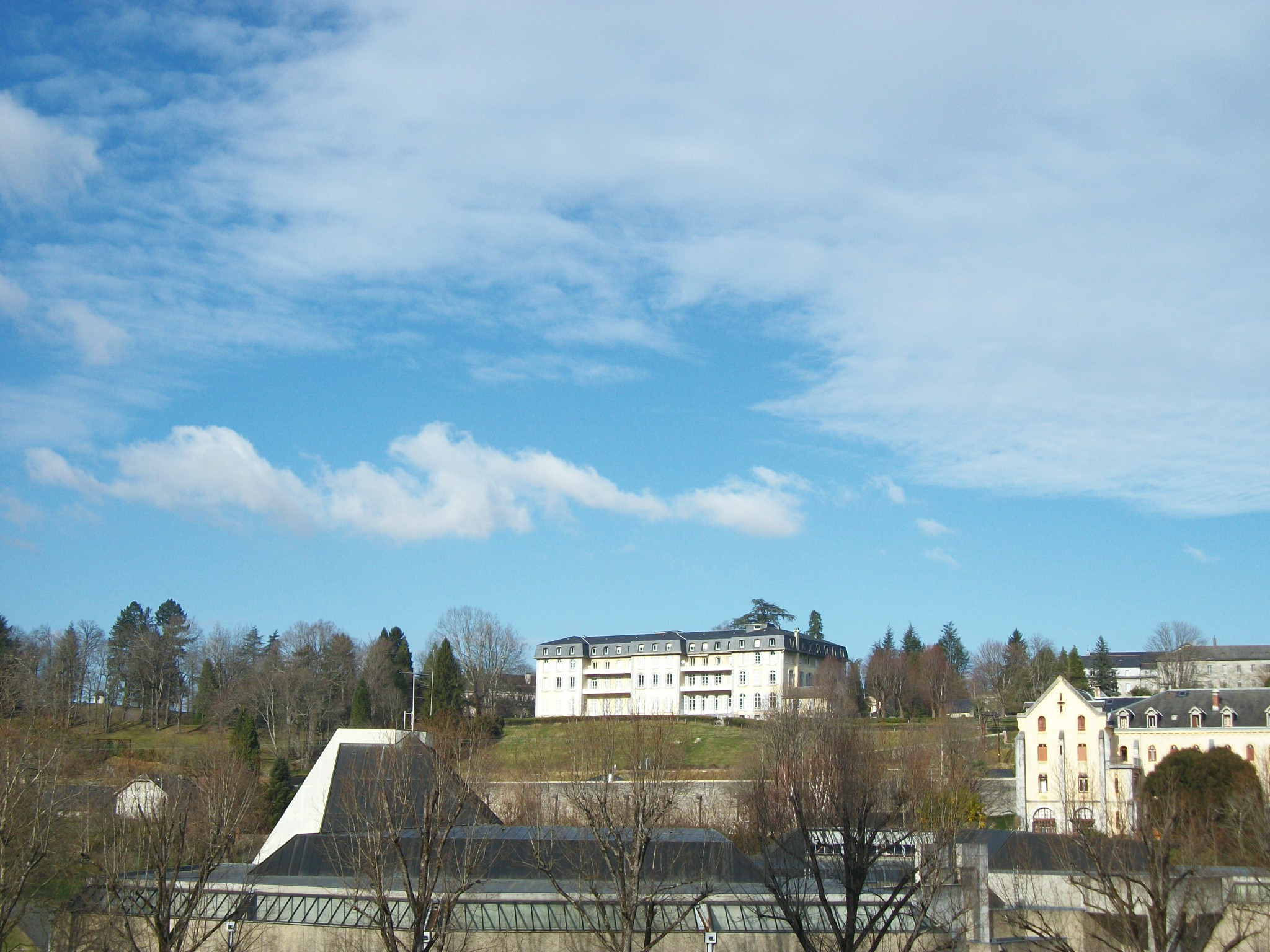
Le Centre Assomption de Lourdes vue depuis la basilique Notre-Dame-du-Rosaire
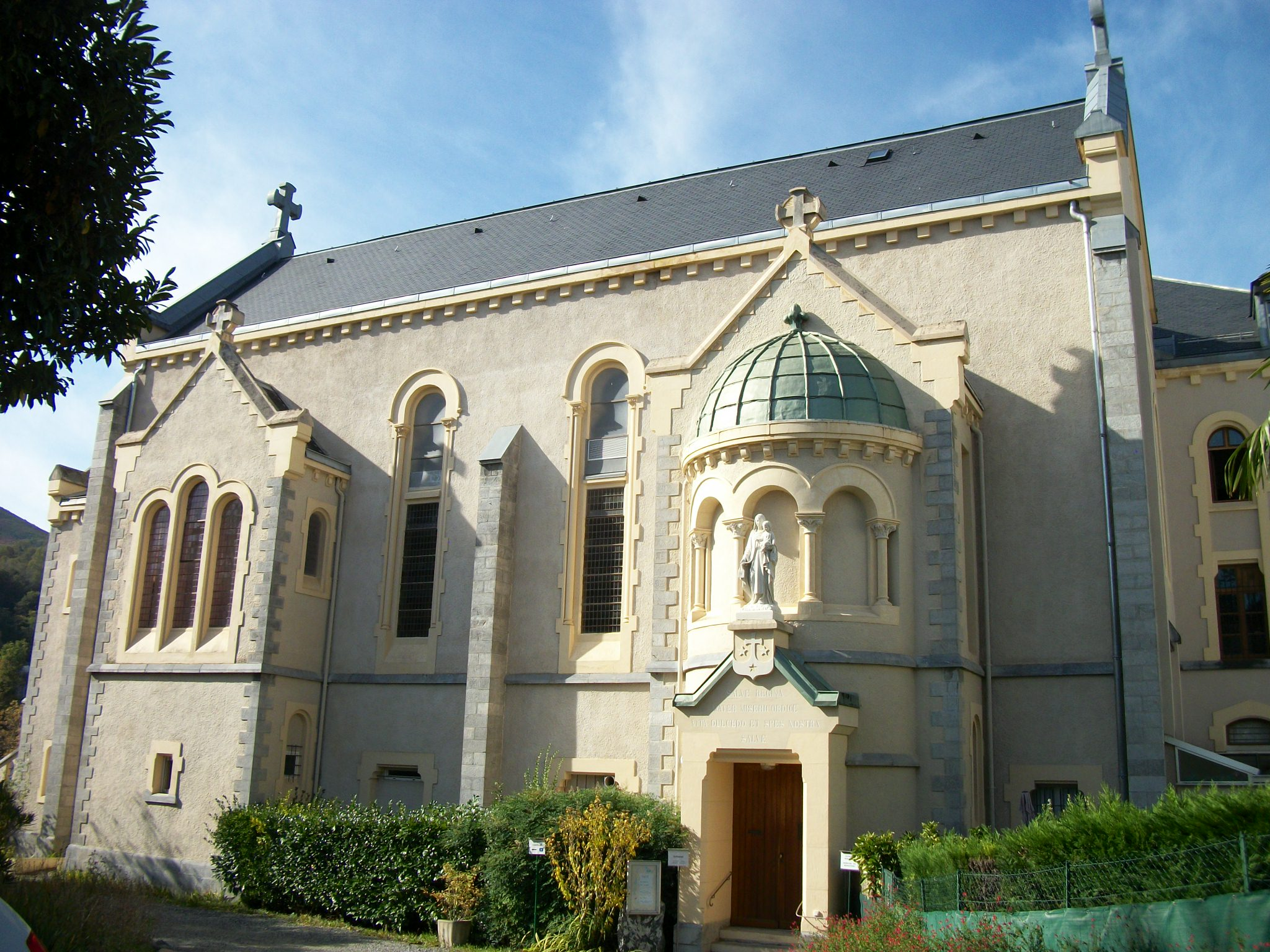
Chapelle du carmel, avec l'entrée du monastère et du petit magasin
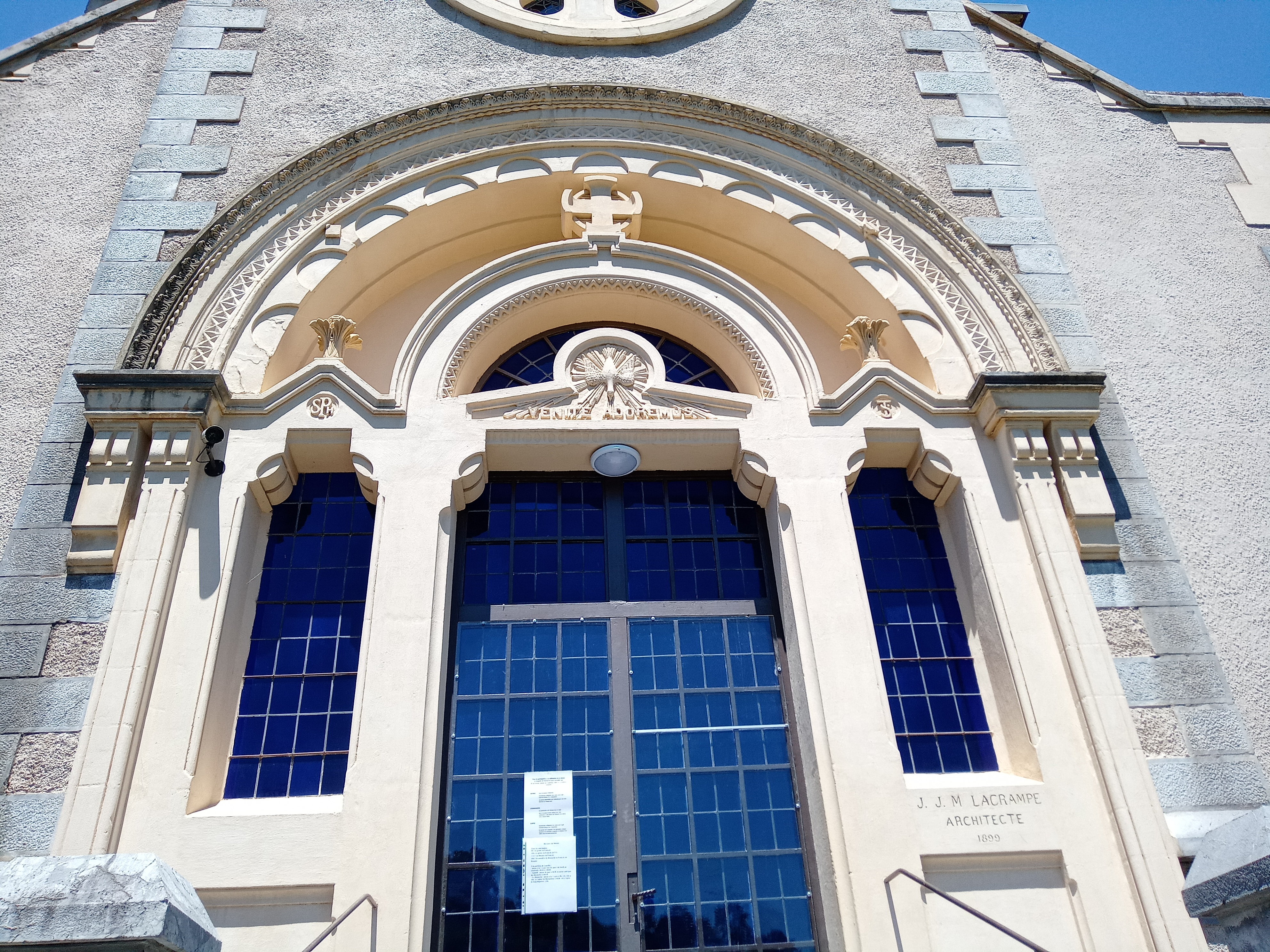
Sur la droite est écrit le nom de l'architecte et la date de construction de la chapelle
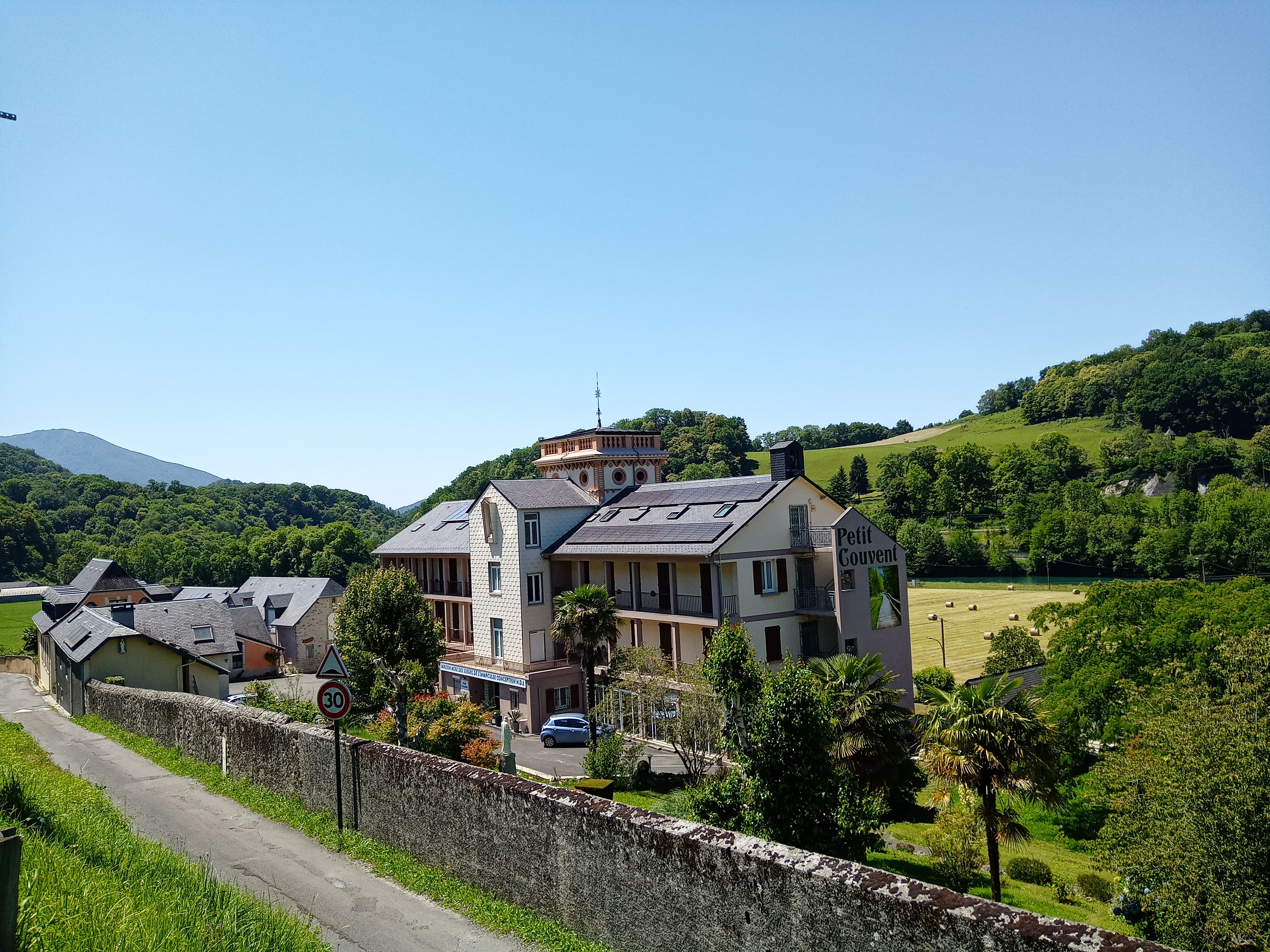
Le Petit Couvent des soeurs de l'Immaculée Conception
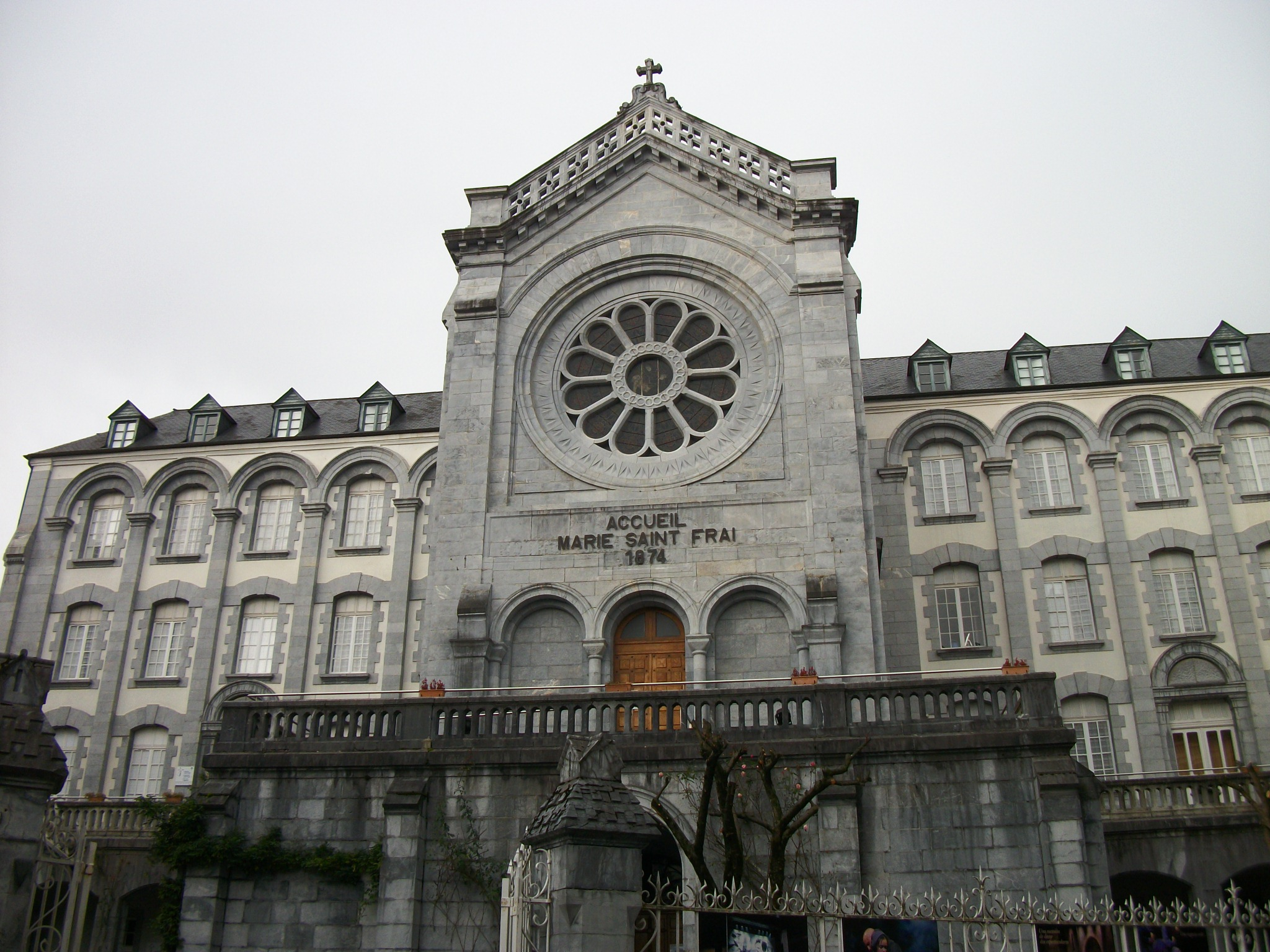
Hospice Notre-Dame des Douleurs (Saint-Frai)

### Architecte civil
Caddau écrit : « Constructeur expérimenté, il eut la rare et bonne fortune de pouvoir donner libre carrière à son imagination, les ressources de ses commettants lui permettant d'obtenir, presque sans compter, la réalisation de ses conceptions ».
- Les hôtels

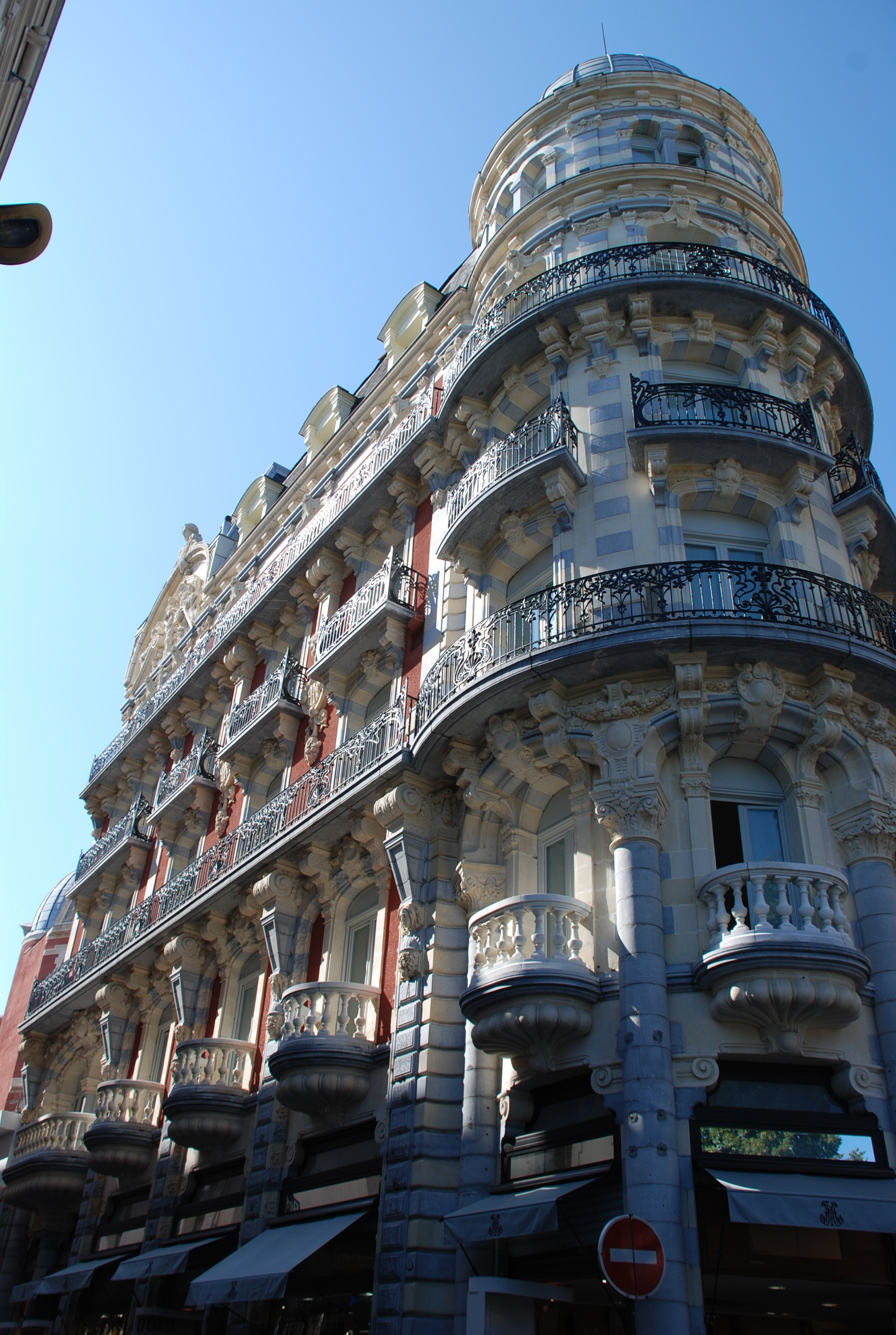
Hôtel Moderne Soubirous

Il construit des hôtels somptueux. À Lourdes, le Grand Hotel Moderne est son chef d’œuvre ; cet hôtel fut commandé par Benoîte Soubirous née Toulet, « figure typique de ces femmes qui construisirent Lourdes » selon Jean-François Labourie. Toujours à Lourdes, il fut l'architecte des hôtels Gallia et Londres, Chapelle et Parc, Beauséjour, de l'Univers, du Boulevard, des Pyrénées. À Cauterets, il bâtit l’hôtel du Parc et l'Hôtel de Paris (1886) ; à Barèges, un autre qui restera inachevé.
- Les villas

Lacrampe est l’architecte des grands hôteliers lourdais du début du XXe siècle : Benoîte Soubirous lui fait construire aussi la villa qui prendra le nom de son gendre, la villa Roques, siège de l’actuelle mairie. Cette somptueuse villa est construite en quatre pierres de taille différentes, dans un subtil style néo-Louis XIII dont une illustration souvent citée est l'Hôtel du Palais de Biarritz, œuvre de son maître Hippolyte Durand,  qui se rattache au style dit éclectique en vogue durant la 2e moitié du XIXe siècle et début du XXe siècle. 
Jules Fourneau, propriétaire de l’hôtel d’Angleterre, lui commande sa villa privée, aujourd’hui dénommé château de Soum. Citons aussi les villas Gazagne, Rachel et, en 1893, sa propre résidence aux effets décoratifs (ancienne villa Campbell) au 21 avenue de la Gare.
Enfin, Benjamin Dulau, président du Syndicat des Entrepreneurs de Travaux Publics de France, lui commande son château, à Castandet, dans les  Landes, près d’Aire-sur-l’Adour. Pour Lacrampe, il s’agit d’une sorte de consécration, car son architecture est ici « exportée » : le bâtiment est construit en pierre de Lourdes transportée par train jusqu’à  Aire,.

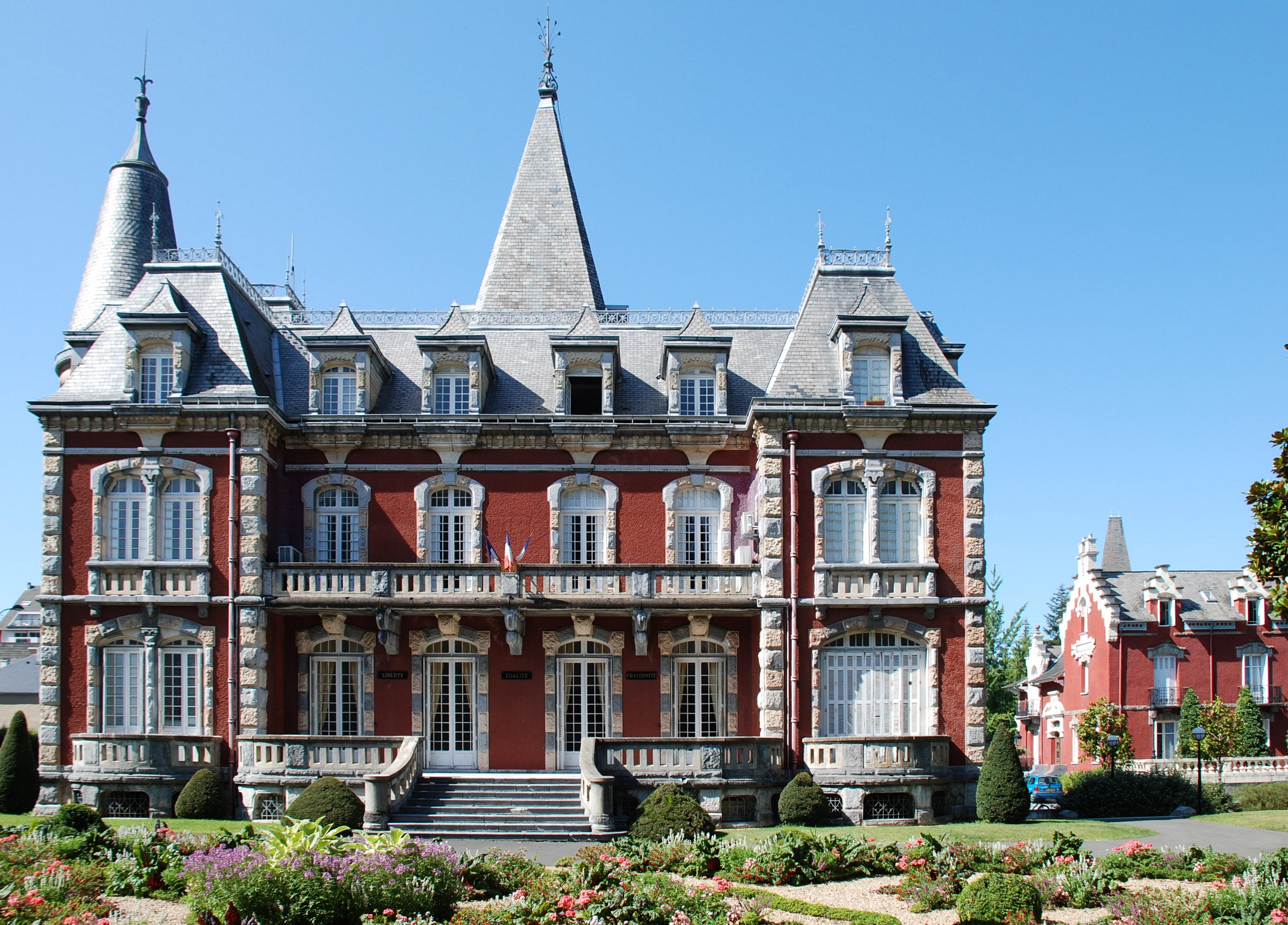
Hôtel de ville de Lourdes(villa Roques), façade sud
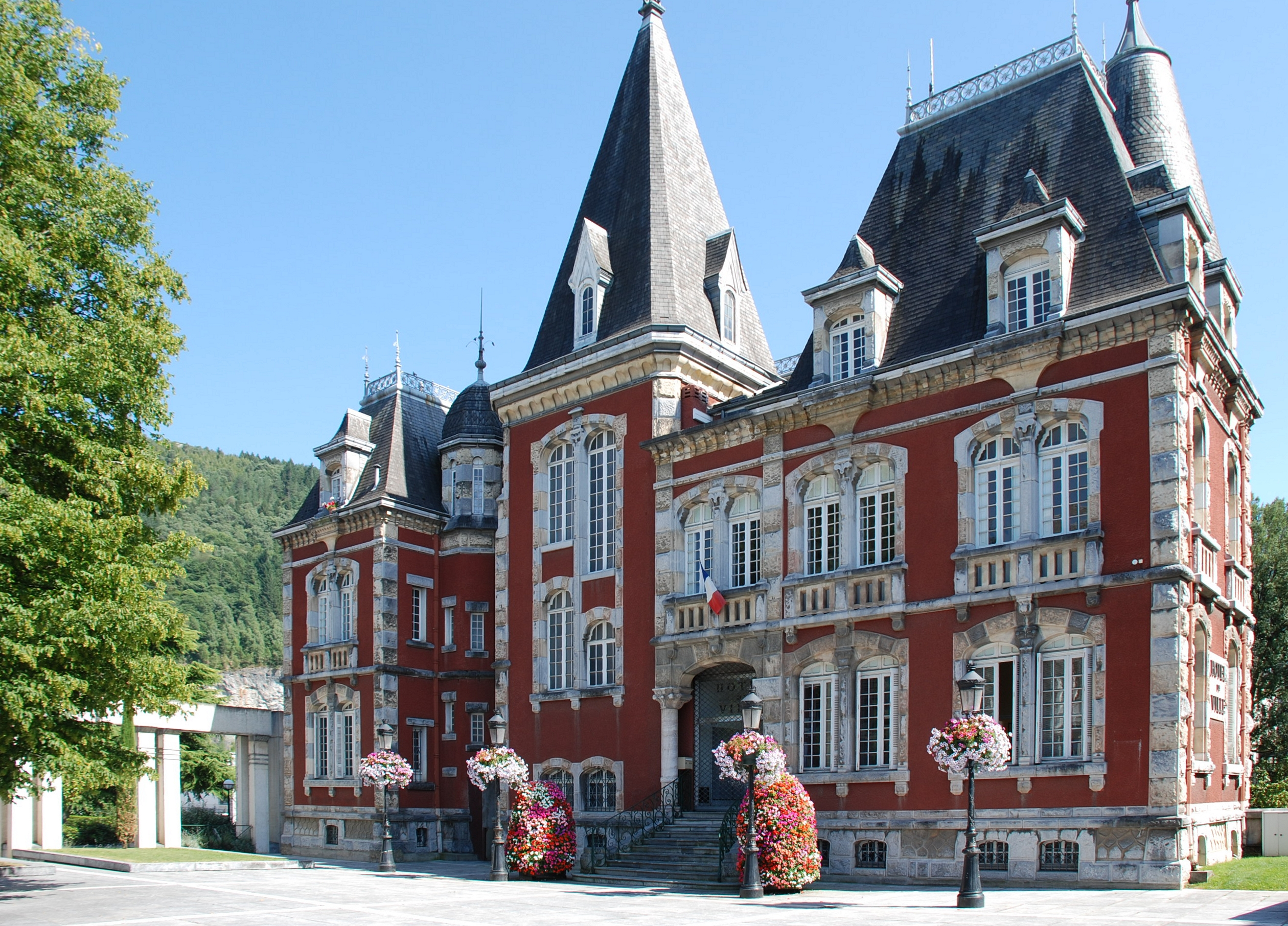
Hôtel de ville de Lourdes,(villa Roques), façade nord
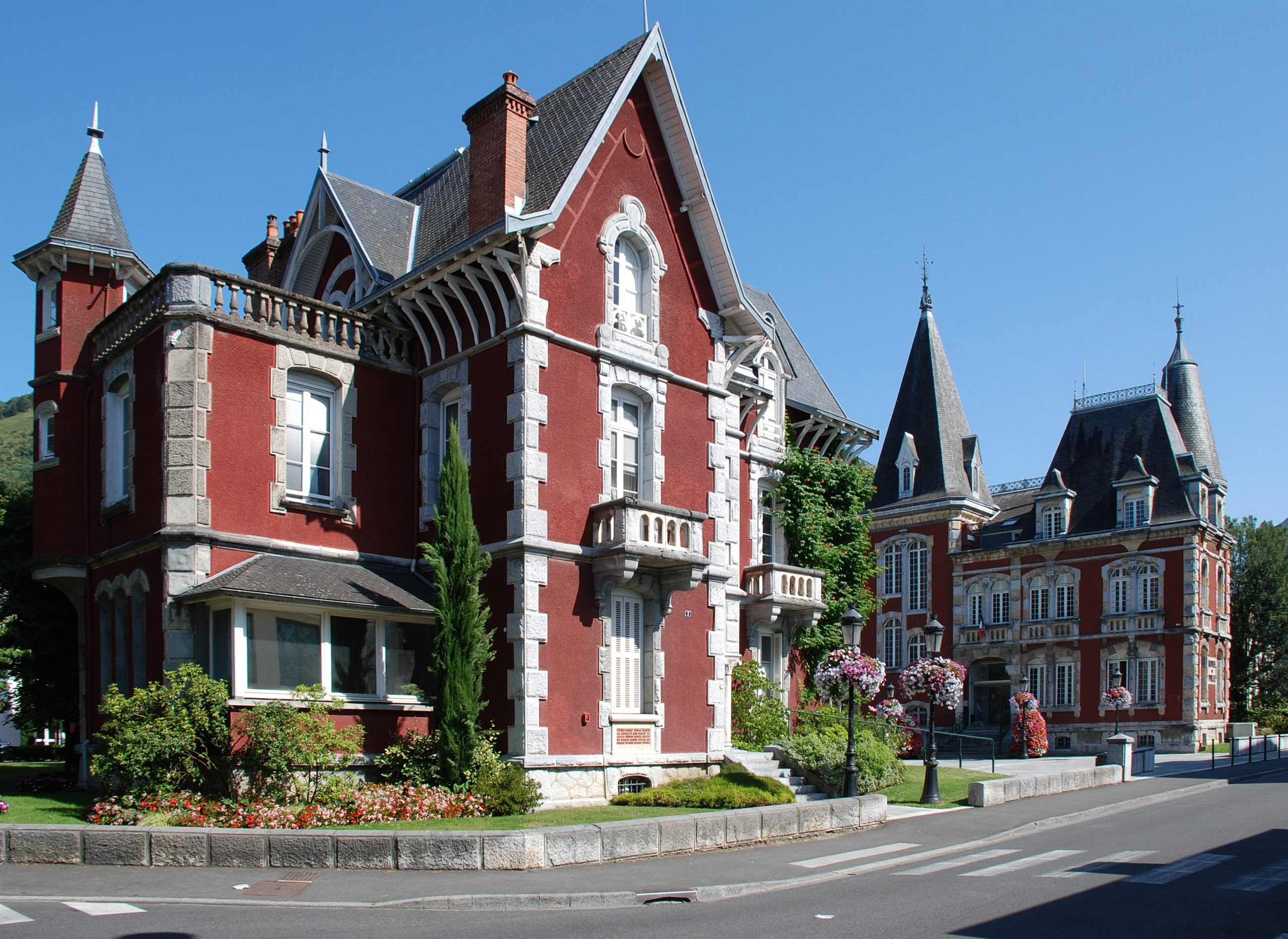
Villa Gazagne, services de la mairie
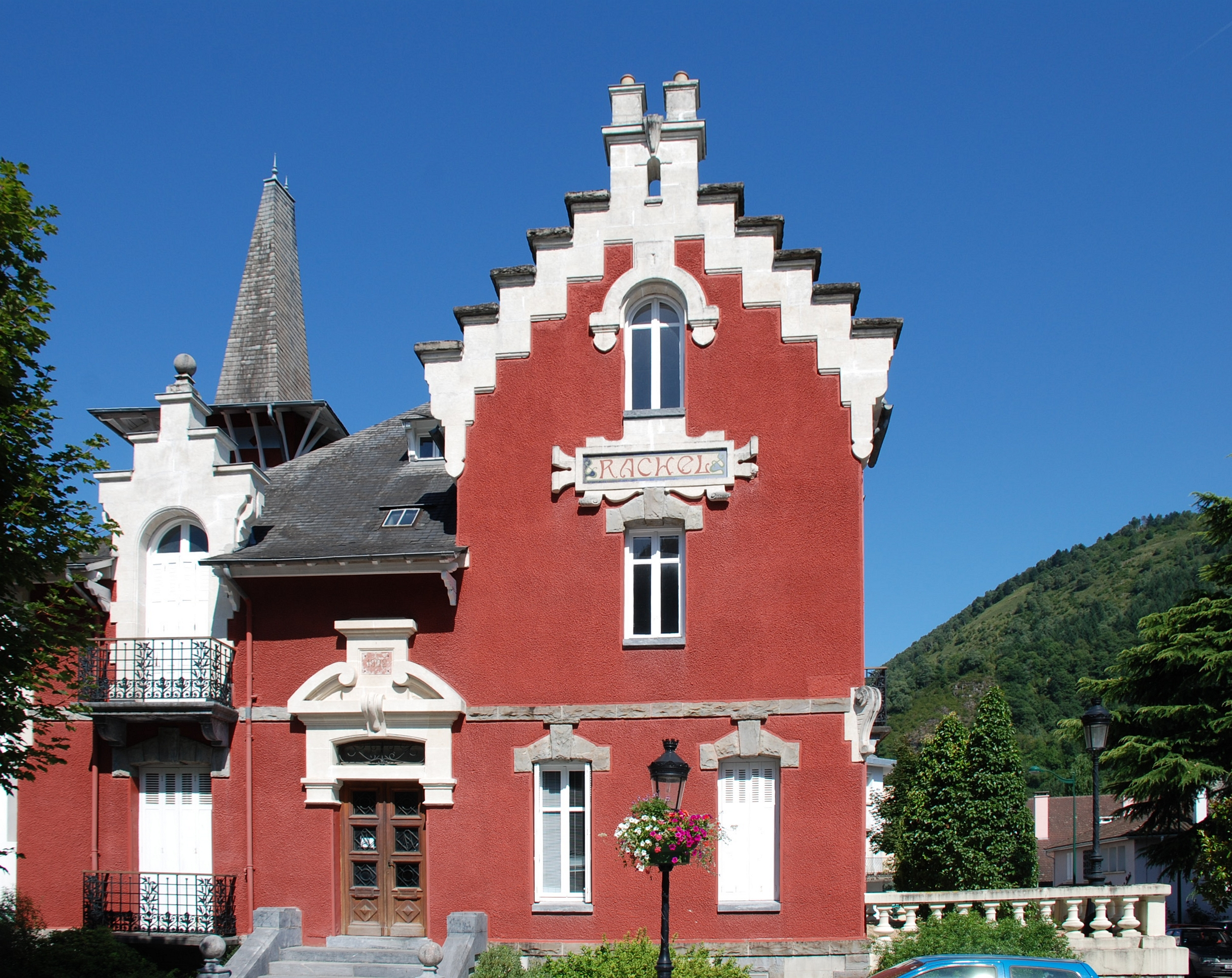
Villa Rachel, services de la mairie
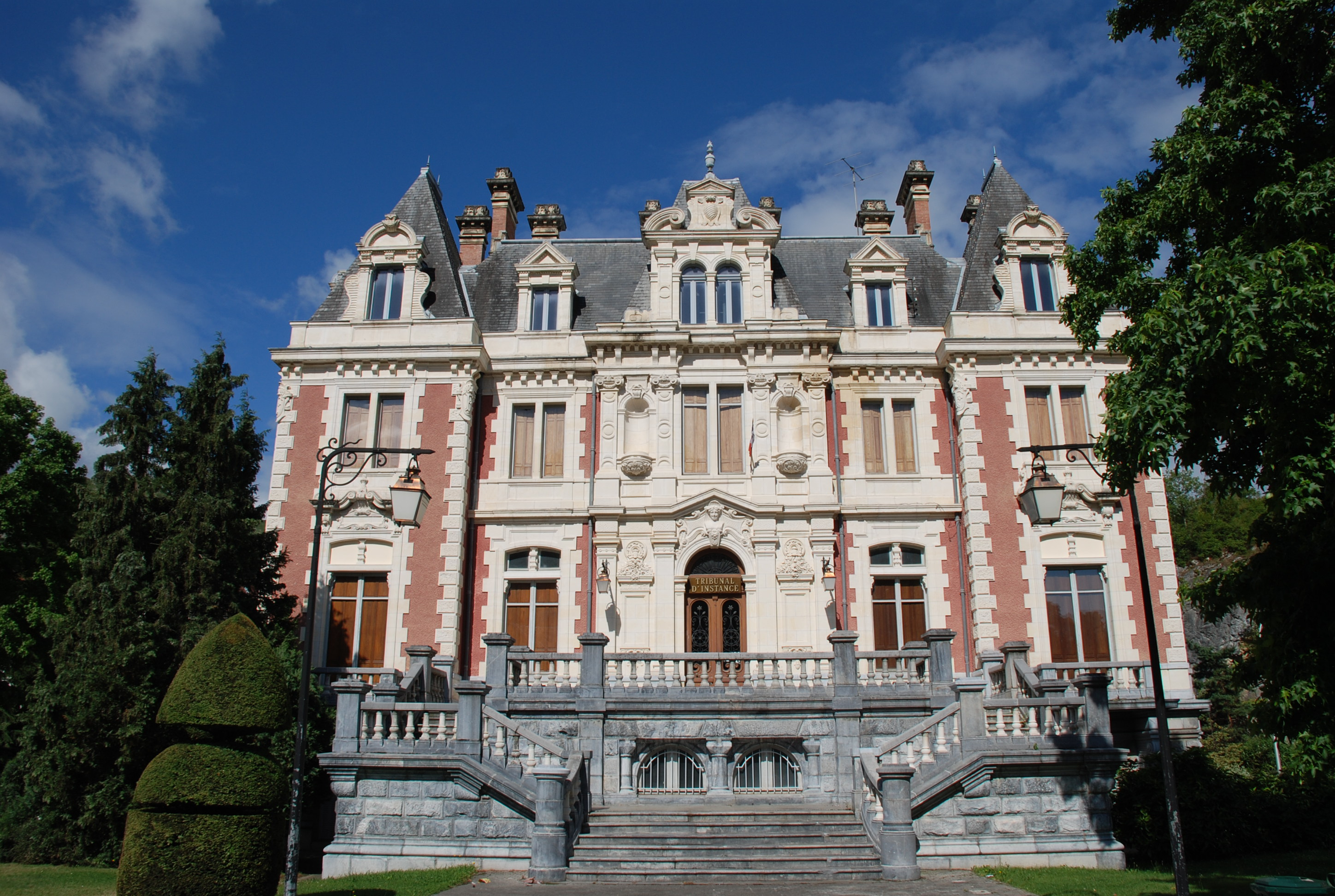
Villa Fourneau dite château de Soum, ancien tribunal d'instance de Lourdes
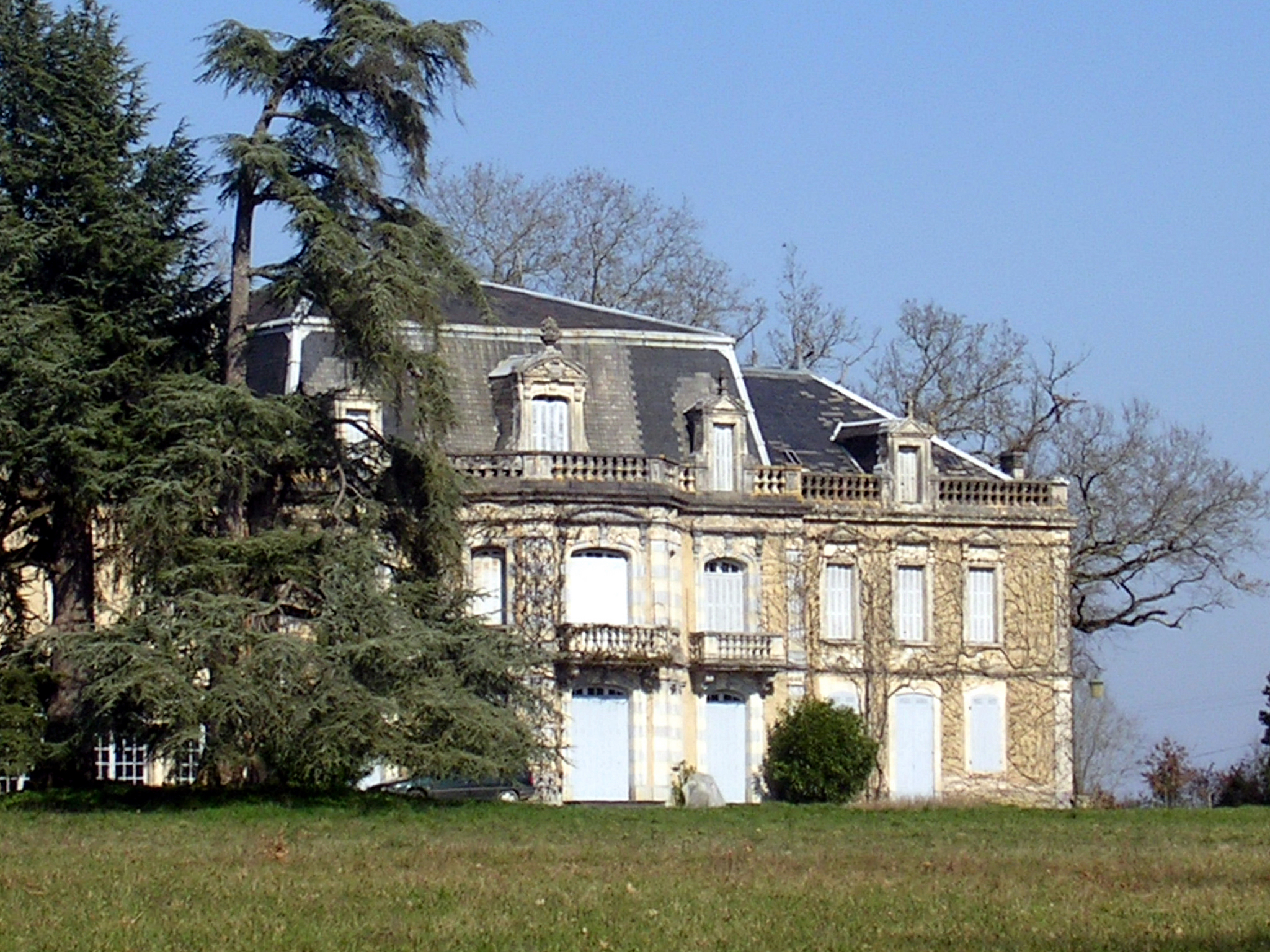
Château de Castandet

### Architecte décorateur
Jean-Marie Lacrampe dessine beaucoup, comme l’atteste son courrier. Son travail à la basilique Notre-Dame-du-Rosaire connait une certaine notoriété, notamment auprès des familles fortunées qui font des dons pour l’accomplissement des travaux. Ainsi dessine-t-il un vitrail destiné à un hôtel particulier de Neuilly sur Seine ; ou des monuments funéraires destinés au cimetière de l’Egalité, pour de grandes familles de Lourdes. Dans ce même cimetière, fin 2015, sa signature d'architecte a été retrouvée sur la plaque de bronze d'un monument oublié, le cénotaphe belge, qui pourtant rappelle la grande époque des pèlerinages belges à Lourdes qui avaient conduit à l'ouverture d'un vice-consulat de Belgique.

### Le formateur
Les nombreux tailleurs de pierre ont fait la réputation de la ville de  Lourdes dont les carrières livraient une pierre calcaire sombre dite « pierre de Lourdes », on dénombrait plus de 300 tailleurs de pierre à Lourdes à la fin du XIXe siècle. Ayant bénéficié de l’apprentissage auprès de ses maîtres, Jean-Marie Lacrampe obtient de la mairie, en tant qu'architecte municipal, la création, en 1901, d’une école de dessin et d’art décoratif dont la mission est de former les tailleurs de pierre. Son but est de leur transmettre « l’art du dessin », conforme aux nouvelles techniques issues de la géométrie descriptive de Monge. Les tailleurs de pierre lourdais n’oublieront pas les bienfaits prodigués par Lacrampe à leur corporation.
Les frontons de ce qui était alors une école professionnelle (relevant de l'enseignement primaire supérieur), devenue depuis le cours complémentaire de garçons puis l'école primaire Honoré Auzon, sont représentatifs de la virtuosité atteinte par les tailleurs de pierre lourdais entraînés dans leur art par l'architecte de la ville Jean-Marie Lacrampe.

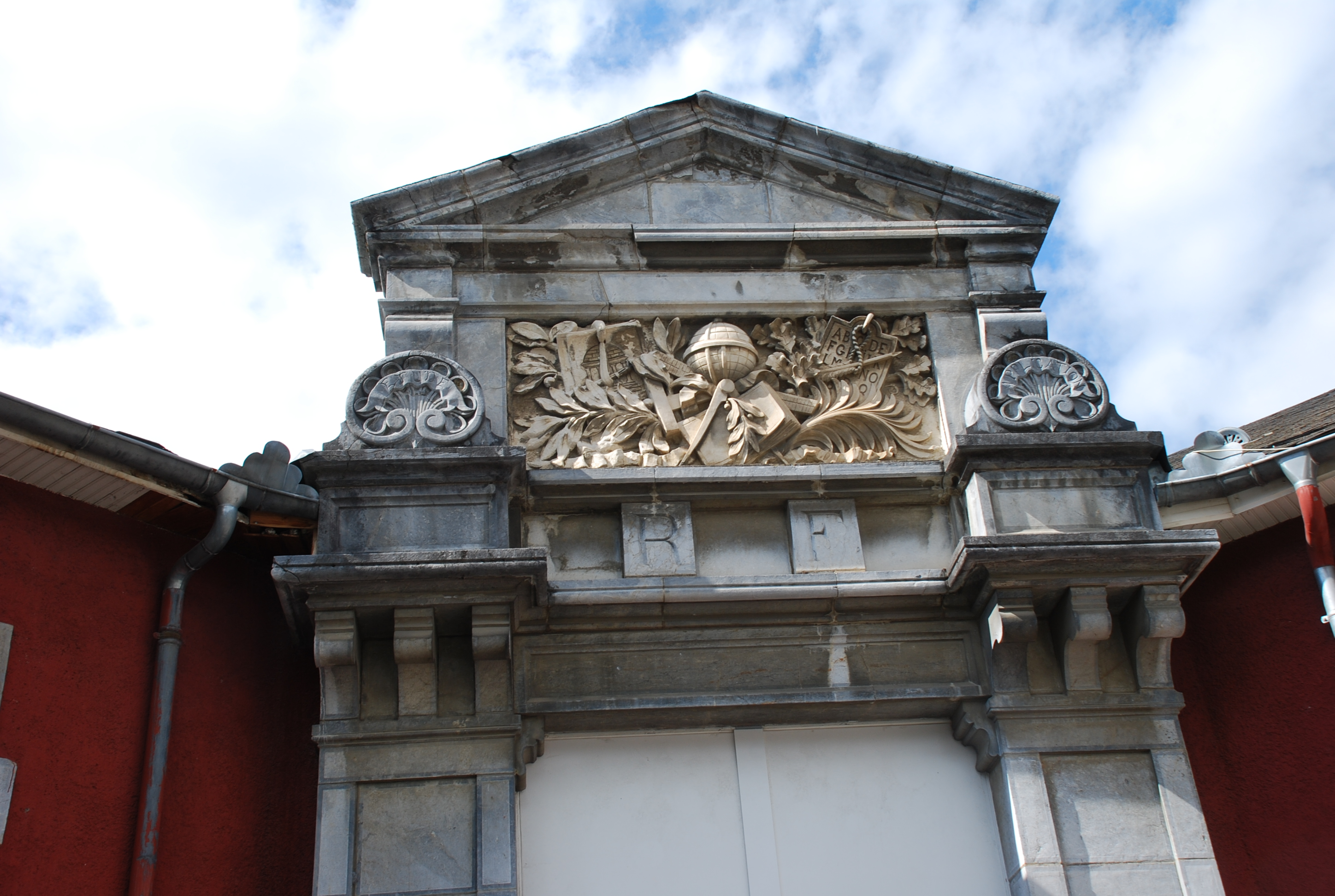
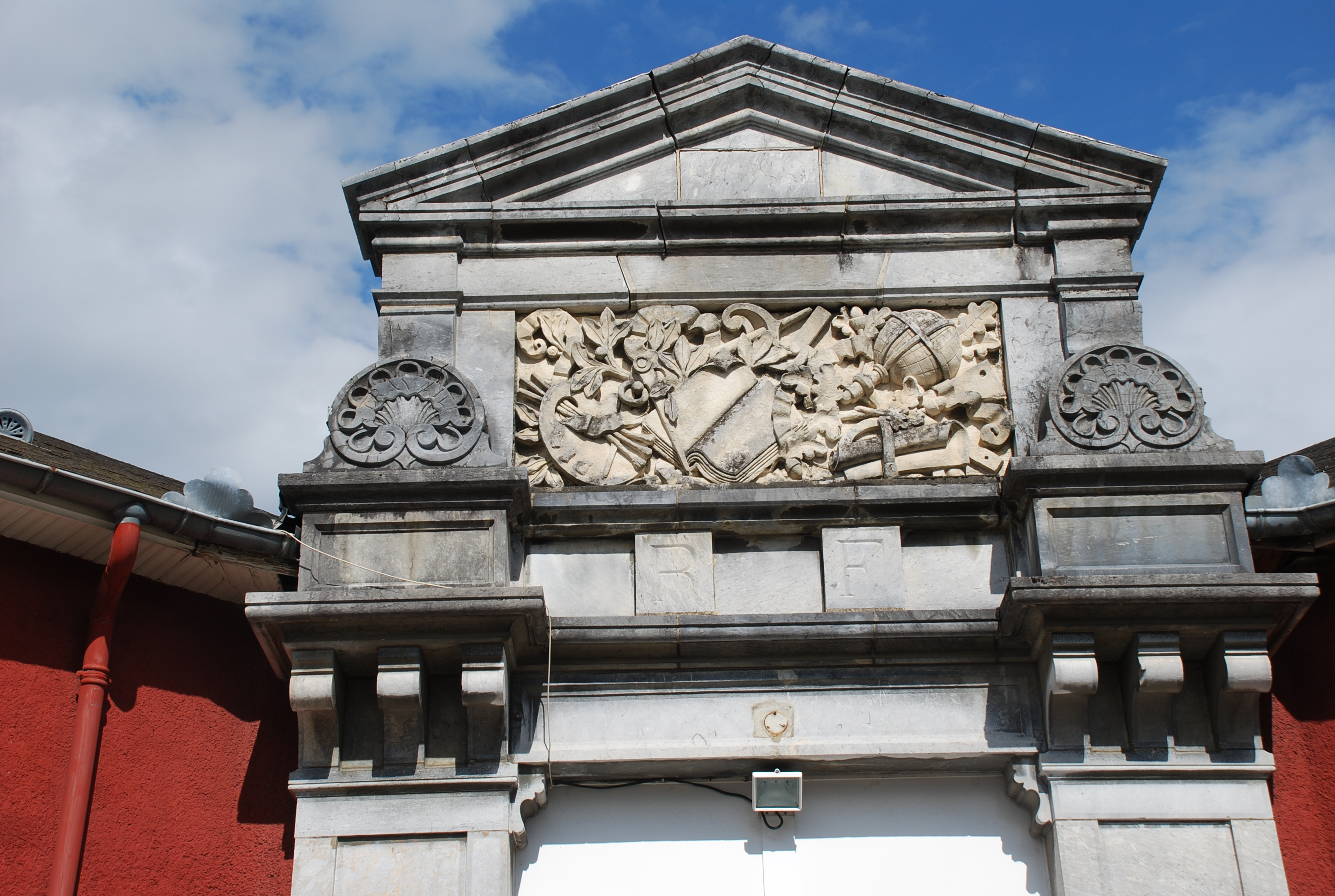

Connu aussi pour sa grande générosité, il donnait aux pauvres des cours de dessin gratuits. Il reçut les Palmes Académiques et fut nommé Officier de l'Instruction publique en 1912. Eugène Duviau, archiviste de la ville, ami de Jean-Marie Lacrampe qu'il assista au moment de sa mort, note que le jour de son enterrement, dans l’église comble, tous les vieux tailleurs de pierre pleuraient leur bienfaiteur.

## Portrait
Le peintre lourdais Louis-Antoine Capdevielle (1849-1905) signa le portrait de Jean-Marie Lacrampe, architecte à Lourdes, daté de 1900, huile sur toile, 95 × 72 cm, conservé à la Mairie de Lourdes (photo de l'infobox).

## Hommages
À l'occasion des Journées européennes du patrimoine de 2015, plusieurs visites commentées de certains bâtiments publics créés par Jean-Marie Lacrampe, à Lourdes, intitulées « Sur les traces de Jean-Marie Lacrampe », ont été organisées par Jean-François Labourie, archiviste de la ville de Lourdes. Le centenaire de sa mort devrait être honoré en 2017 et sera l'occasion de remettre en lumière l’œuvre du grand architecte lourdais.
Le 9 décembre 2016, Mme Anjelika Omnès, déléguée au Patrimoine de la Ville de Lourdes, au nom de Mme la Maire Josette Bourdeu et de son Conseil municipal, a dévoilé la plaque officielle portant le nom de l'architecte sur la façade de l'Hôtel de ville. Désormais, le parvis unissant les villas Roques (aujourd'hui mairie), Gazagne et Rachel, toutes trois œuvres de Jean-Marie Lacrampe, s'appelle "Parvis Jean-Marie Lacrampe".

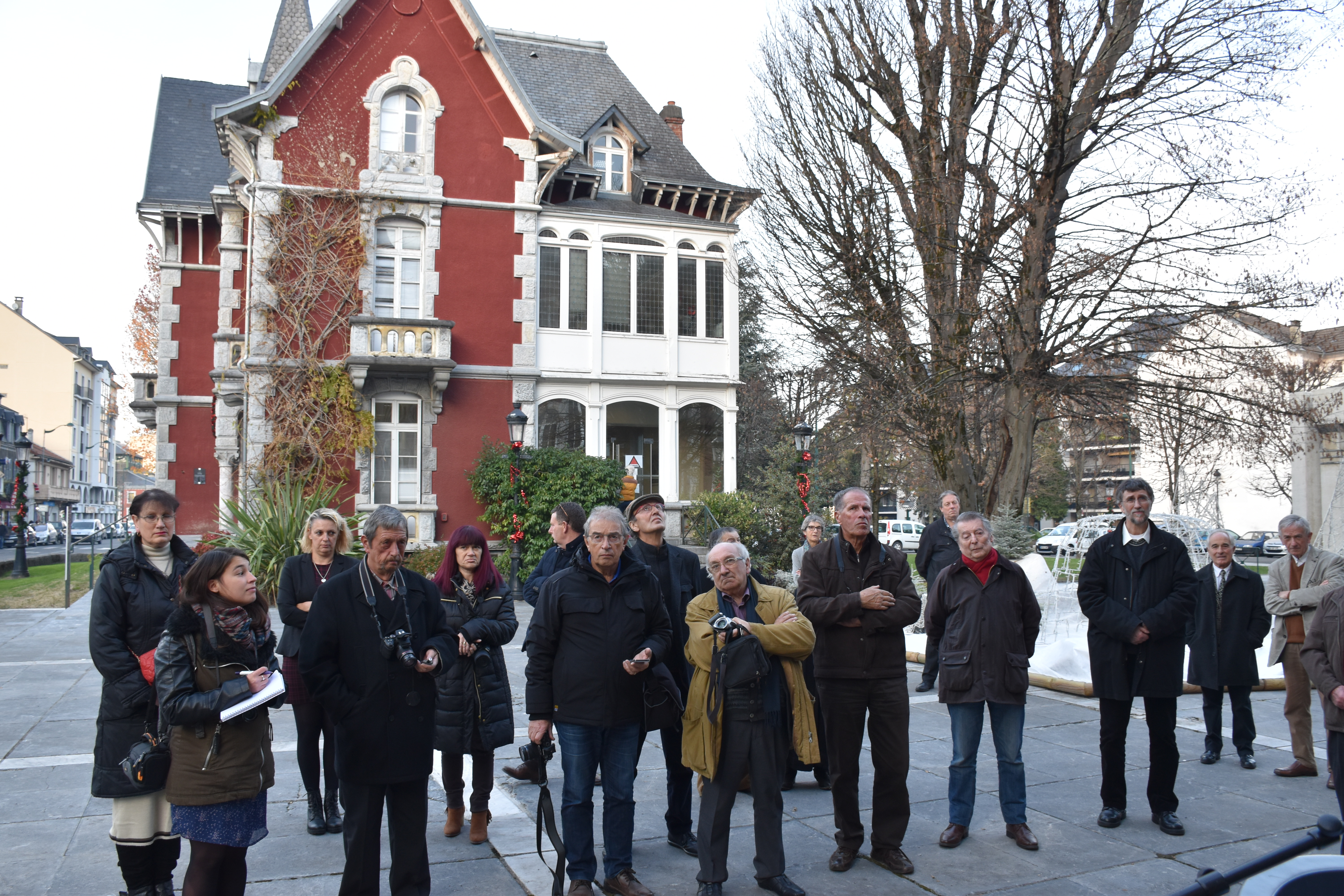
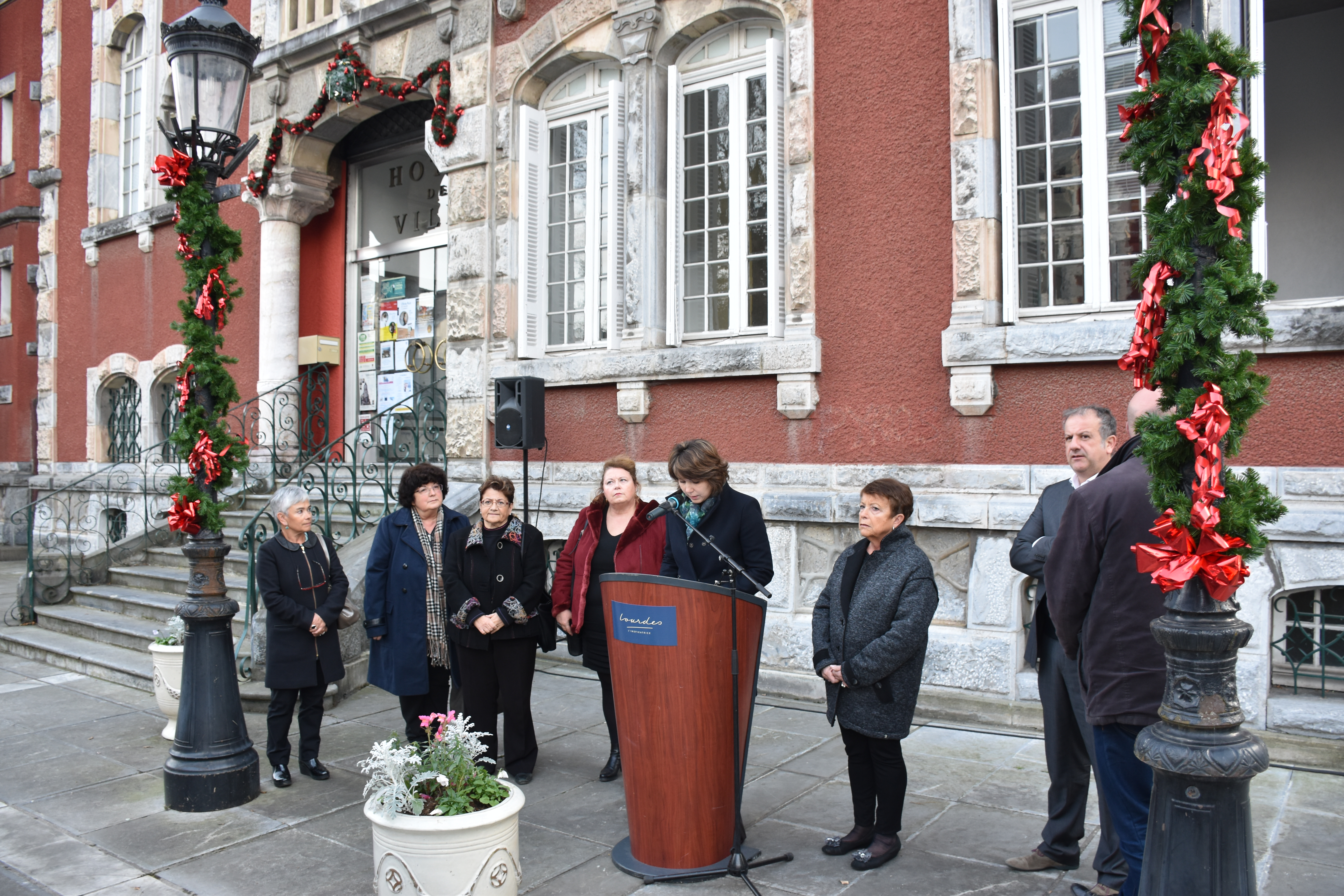
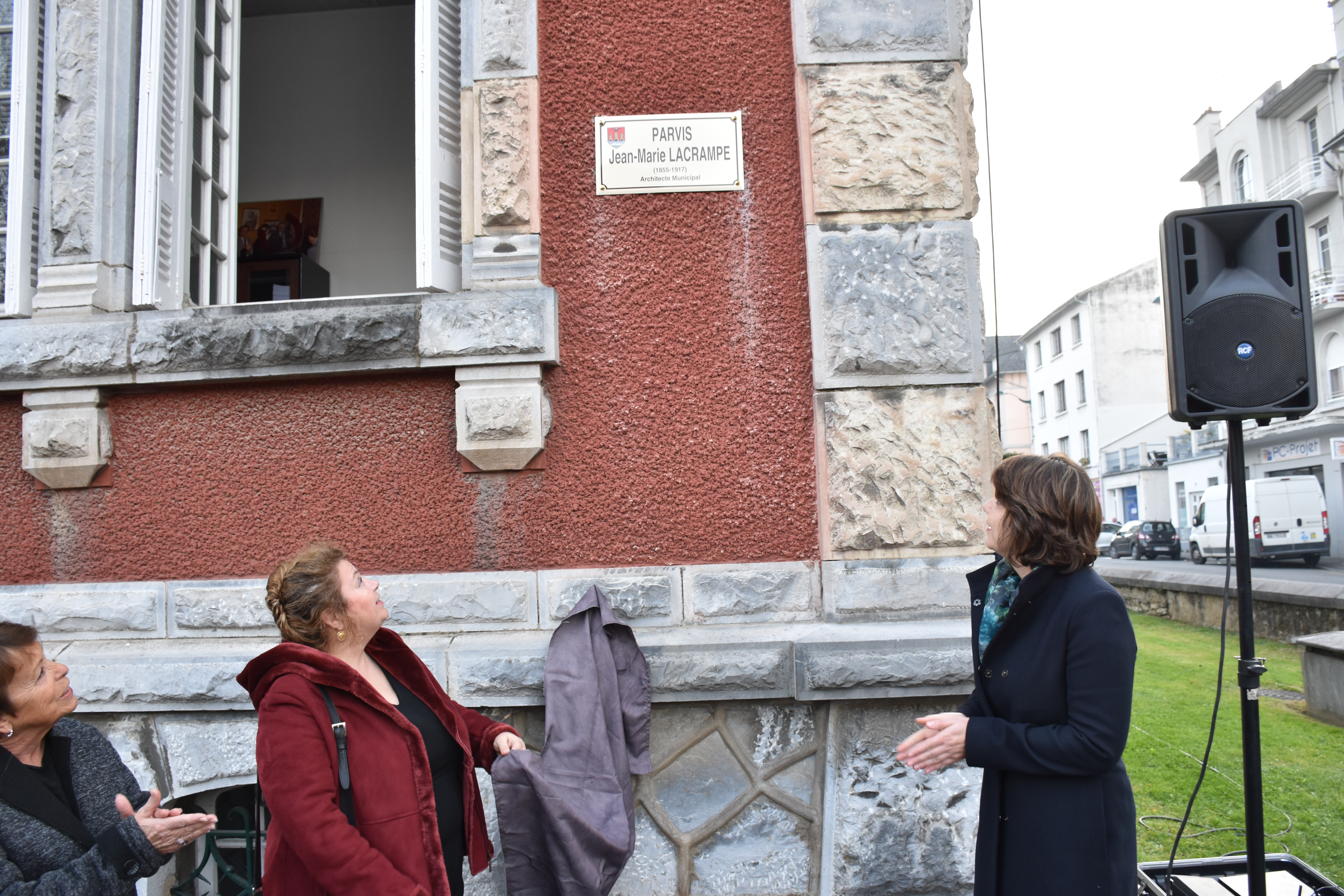